# ويزمان (مقاطعة ديواندرة)
ويزمان (بالفارسية: وزمان) هي منطقة سكنية تقع في قسم قراتورة الريفي (مقاطعة ديواندرة) في إيران. يقدر عدد سكانها بـ 937 نسمة .